# Котяча акула коричнева
Котяча акула коричнева (Apristurus brunneus) — акула з роду Чорна котяча акула родини Котячі акули.

## Опис
Загальна довжина досянає 68 см. Голова велика, дзвіноподібною мордою. Тулуб довгий, стрункий. Шкіра ніжна та м'яка. На спині є 2 однакових плавці. Перший спинний плавець починається на передній частині черевного плавника, другий спинний плавець розташований в передній частині основи анального плавника. Забарвлення тіла світло-коричневе. Краї плавців світліші.

## Спосіб життя
Воліє до континентального шельфа. Тримається на глибинах від 30 до 950 м. Це акула-одинак. Активна вночі. Часто мігрує. Живиться переважно кальмарами, рачками та креветками.
Це яйцекладна акула. Самиця з лютого по серпень відкладає 1 яйце з вусиками завдовжки 5 см. Інкубаційний період складає до 1 року.

## Розповсюдження
Мешкає у помірних та тропічних водах Тихого океану — від узбережжя провінції Британська Колумбія (Канада) до Каліфорнійської затоки (Мексика), біля Еквадору та Перу.